# Saghacetus
Saghacetus es un género extinto de cetáceo arqueoceto, perteneciente a la familia de los basilosaúridos, que vivió durante el Eoceno Superior en Egipto.

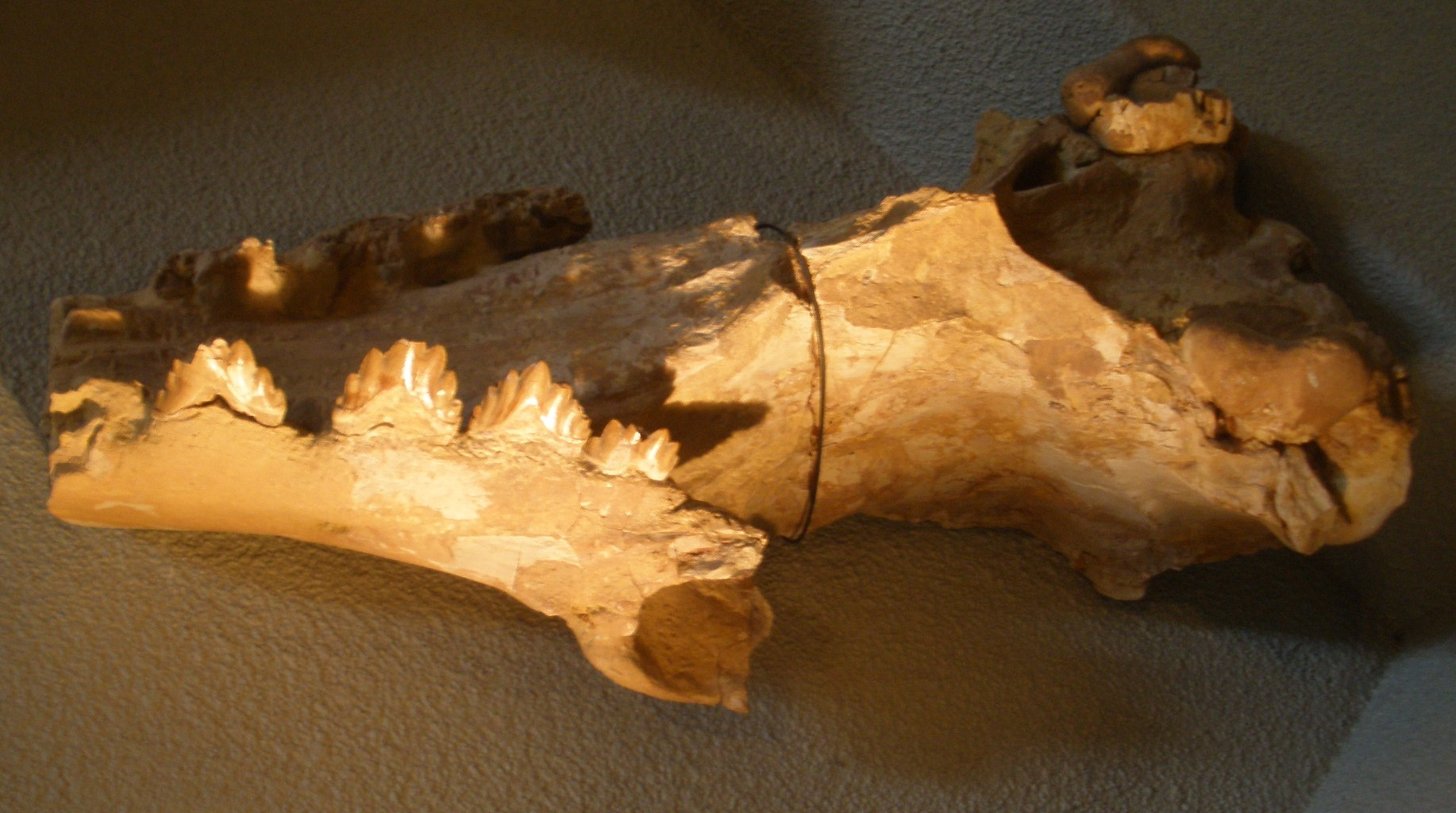
Fósil de Saghacetus osiris

El nombre genérico, Saghacetus, fue acuñado en 1992 por Philip D. Gingerich para agrupar las especies antiguas Dorudon osiris, Dorudon zitteli, Dorudon sensitivius y Dorudon elliotsmithii en una sola especie, Saghacetus osiris. Esta especie se distingue de los otros integrantes de la subfamilia Dorudontinae por su tamaño más pequeño y sus vértebras lumbares y caudales anteriores ligeramente alargadas.